# ラオディケ (ミトリダテス4世の姉妹かつ妻)
ラオディケ (ギリシャ語: Λαοδίκη, ラテン文字転写: Laodice、紀元前2世紀に権勢を誇る) は、兄弟のミトリダテス4世と結婚した、ポントス王国の王女かつ王妃。コインが示す証拠により、ラオディケはミトリダテス4世と共同統治を行っていたと目されている。

## 生涯
ラオディケはマケドニア人とペルシア人の血筋だった。彼女はラオディケとミトリダテス3世の娘だった。

### 王妃
ラオディケはある時点で兄弟のミトリダテス4世と結婚した。